# Prem
Prem je kraško naselje v Občini Ilirska Bistrica. Leži na slemenu nad reko Reko, na obrobju Brkinov. Ime naselja izhaja iz rimskega obdobja, ko je na tem območju stala utrdba, imenovana Castra Prima. 
Vas Prem je zanimiva tako geografsko kot kulturno. Vaške hiše so grajene v tipični primorski arhitekturi, gledano iz zraka tvorijo nekakšen križ, ki je na svojem daljšem delu omejen z ene strani s cerkvijo sv. Helene, z druge pa z gradom, ki se prvič omenja v začetku 13. stoletja. Sedanje cerkvene orgle je leta 1913 zgradil Ivan Milavec. Freske so delo Toneta Kralja. Grad je danes namenjen kulturnim prireditvam, v njem pa je urejena tudi poročna dvorana. V Premu stoji okrog 80 hiš, v preteklosti pa je bil bolj naseljen kot danes. Večina prebivalcev se vozi na delo v bližnjo Ilirsko Bistrico, ostali pa v Sežano ali Postojno. V zadnjih letih je postal Prem kot več primorskih vasi med drugim zanimiv za nepremičninske nakupe tujcev, npr. Škotov in Angležev.
Poleg pesnika in esejista Bogomila Faturja (1914–1990), narodnega buditelja in čitalničarja Karla Lavriča (1818-1876) je Prem dal tudi predstavnika slovenske moderne, pesnika Dragotina Ketteja (1876–1899), ki ima v nekdanji ljudski šoli urejeno spominsko sobo. S Prema je bil doma še alpinist Bojan Počkar (1963–1996).